# Эль-Дорадо (Арканзас)
Эль-Дорадо (англ. El Dorado; произносится как ˈɛl dəˈreɪdoʊ или ˈɛl dəˈreɪdə) — город, расположенный в округе Юнион (штат Арканзас, США) с населением в 18 884 человек по статистическим данным переписи 2010 года. Является окружным центром округа Юнион.
В Эль-Дорадо расположены штаб-квартиры Murphy Oil, Deltic Timber Corporation и Lion Oil. Также в городе расположен Общественный Колледж Южный Арканзас (англ. South Arkansas Community College).

## География
По данным Бюро переписи населения США город Эль-Дорадо имеет общую площадь в 42,48 км², из которых 42,22 км² занимает земля и 0,26 км² — вода. Площадь водных ресурсов округа составляет 0,61 % от всей его площади.
Город расположен на высоте 82 метра над уровнем моря.

### Дороги
- U.S. 63
- U.S. 82
- U.S. 167
- AR 7
- AR 15
- I-69

### Климат
| Показатель           | Янв. | Фев.  | Март  | Апр.  | Май   | Июнь | Июль | Авг. | Сен. | Окт. | Нояб. | Дек.  | Год    |
| -------------------- | ---- | ----- | ----- | ----- | ----- | ---- | ---- | ---- | ---- | ---- | ----- | ----- | ------ |
| Средний максимум, °C | 10   | 13,3  | 17,8  | 22,8  | 27,2  | 31,7 | 33,9 | 33,3 | 29,4 | 23,9 | 16,7  | 11,7  | 22,8   |
| Средний минимум, °C  | −0,6 | 1,7   | 6,1   | 10    | 15    | 20   | 22,2 | 21,7 | 17,8 | 10,6 | 5,6   | 1,1   | 11,1   |
| Норма осадков, мм    | 125  | 101,6 | 121,9 | 134,6 | 139,4 | 99,1 | 99,1 | 96,5 | 99,1 | 96,5 | 124,5 | 119,4 | 1374,4 |
| Источник:            |      |       |       |       |       |      |      |      |      |      |       |       |        |

## Демография
По данным переписи населения 2000 года в Эль-Дорадо проживало 21 530 человек, 5732 семьи, насчитывалось 8686 домашних хозяйств и 9891 жилой дом. Средняя плотность населения составляла около 510 чел/км². Расовый состав Эль-Дорадо по данным переписи распределился следующим образом: 53,66 % белых, 44,18 % — чёрных или афроамериканцев, 0,2 % — коренных американцев, 0,71 % — азиатов, 0,01 % — выходцев с тихоокеанских островов, 0,86 % — представителей смешанных рас, 0,39 % — других народностей. Испаноговорящие составили 1,04 % от всех жителей города.
Из 8686 домашних хозяйств в 30,7 % — воспитывали детей в возрасте до 18 лет, 42,9 % представляли собой совместно проживающие супружеские пары, в 19,1 % семей женщины проживали без мужей, 34 % не имели семей. 30,7 % от общего числа семей на момент переписи жили самостоятельно, при этом 13,6 % составили одинокие пожилые люди в возрасте 65 лет и старше. Средний размер домашнего хозяйства составил 2,4 человек, а средний размер семьи — 2,99 человек.
Население города по возрастному диапазону по данным переписи 2000 года распределилось следующим образом: 26,3 % — жители младше 18 лет, 8,4 % — между 18 и 24 годами, 25,9 % — от 25 до 44 лет, 21,1 % — от 45 до 64 лет и 18,3 % — в возрасте 65 лет и старше. Средний возраст жителей составил 38 лет. На каждые 100 женщин приходилось 85,7 мужчин, при этом на каждые сто женщин 18 лет и старше приходилось 78,8 мужчин также старше 18 лет.
Средний доход на одно домашнее хозяйство в городе составил 27 045 долларов США, а средний доход на одну семью — 34 753 доллара. При этом мужчины имели средний доход в 30 876 долларов США в год против 19 211 долларов среднегодового дохода у женщин. Доход на душу населения в городе составил 16 332 доллара в год. 20 % от всего числа семей в городе и 24,6 % от всей численности населения находилось на момент переписи населения за чертой бедности, при этом 36,3 % из них были моложе 18 лет и 13,8 % — в возрасте 65 лет и старше.